# ريتشارد دبليو. أوستين
ريتشارد دبليو. أوستين (بالإنجليزية: Richard W. Austin)‏ هو محامي ودبلوماسي وسياسي أمريكي، ولد في 26 أغسطس 1857 في ديكاتور في الولايات المتحدة، وتوفي في 20 أبريل 1919 في واشنطن العاصمة في الولايات المتحدة. حزبياً، نشط في الحزب الجمهوري. وقد انتخب عضو مجلس النواب الأمريكي.